# Baradanapura, Mysore
Baradanapura là một làng thuộc tehsil Mysore, huyện Mysore, bang Karnataka, Ấn Độ.